# Sakrament małżeństwa

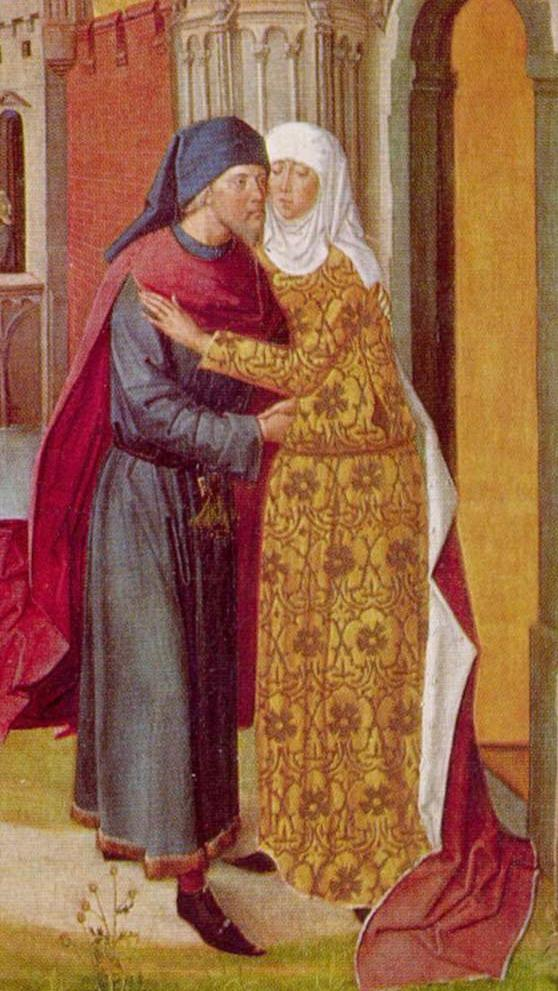
Spotkanie św. Joachima i św. Anny jest częstym małżeńskim motywem ikonograficznym w tradycji prawosławnej

Małżeństwo sakramentalne – usankcjonowany religijnie związek monogamiczny mężczyzny i kobiety będący sakramentalnym znakiem miłości Chrystusa i Kościoła (por. Ef 5, 32). Tak rozumiany jest w kościołach katolickim, starokatolickim, prawosławnym oraz anglikańskim. Teologia protestancka (poza anglikanizmem) nie uważa małżeństwa za sakrament, choć podkreśla jego świętość.

## Historia sakramentu małżeństwa

### Stary Testament
Związek małżeński miał już charakter sakramentalny na początku biblijnego rodzaju ludzkiego. Miłość pierwszych rodziców, Adama i Ewy, była pra-sakramentem, to znaczy czyniła widzialnym Niewidzialne – Miłość Stwórcy do stworzenia. Pisał o tym Jan Paweł II w Tryptyku rzymskim, medytacji poetyckiej, ale jednocześnie teologicznej:

Kimże jest On? Niewypowiedziany. Samoistne Istnienie.

	Jedyny. Stwórca wszystkiego.

Zarazem Komunia Osób.

W tej Komunii wzajemne obdarowywanie pełnią prawdy,

	dobra i piękna.

Nade wszystko jednak – niewypowiedziany.
A przecież powiedział nam o Sobie.

(...)

A oni?

«Mężczyzną i niewiastą stworzył ich».

Został im przez Boga zadany dar.

(...)

Prasakrament – samo bycie widzialnym znakiem

odwiecznej Miłości.

### I w.: Nowy Testament
Jezus Chrystus przypomniał o powołaniu mężczyzny do złączenia się z kobietą w stałym, nierozerwalnym związku: „Czy nie czytaliście, że Stwórca od początku stworzył ich jako mężczyznę i kobietę? I rzekł: Dlatego opuści człowiek ojca i matkę i złączy się ze swoją żoną, i będą oboje jednym ciałem. A tak już nie są dwoje, lecz jedno ciało. Co więc Bóg złączył, niech człowiek nie rozdziela!” Mt 19, 4b-6
Teologię małżeństwa, czyli duchowy wymiar sakramentu, rozbudował znacznie Św. Paweł. 
- „Mężowie miłujcie żony, bo i Chrystus umiłował Kościół i wydał za niego samego siebie, aby go uświęcić, oczyściwszy obmyciem wodą, któremu towarzyszy słowo, aby osobiście stawić przed sobą Kościół jako chwalebny, nie mający skazy czy zmarszczki, czy czegoś podobnego, lecz aby był święty i nieskalany”. Ef 5, 25-27
- „We czci niech będzie małżeństwo pod każdym względem i łoże nieskalane”. Hbr 13, 4
- „Tajemnica[1] to wielka, ale ja odnoszę to do Chrystusa i Kościoła”. Ef 5, 25.31-32

Choć św. Paweł sam zachęcał do życia w celibacie, dostrzegał też ogromną wartość małżeństwa: „Co do spraw, o których pisaliście, to dobrze jest mężczyźnie nie łączyć się z kobietą. Ze względu jednak na niebezpieczeństwo rozpusty niech każdy ma swoją żonę, a każda swojego męża. Mąż niech oddaje powinność żonie, podobnie też żona mężowi. Żona nie rozporządza własnym ciałem, lecz jej mąż; podobnie też i mąż nie rozporządza własnym ciałem, ale żona”. 1 Kor 7, 1-4

### II – IV w.: Ojcowie Kościoła
Kościół od zawsze domagał się również od nowożeńców publicznej formy zawarcia małżeństwa i wobec kapłana. Przypominał o tym wiernym już w I w. biskup Ignacy Antiocheński, a później Tertulian (II/III w.) czy św. Ambroży (IV w.). Także inni Ojcowie Kościoła również wiele miejsca poświęcali doniosłości związku mężczyzny i kobiety:
- Od Adama aż do Pana prawdziwa miłość małżeńska była sakramentem doskonałym. św. Efrem Syryjczyk
- Kim są dwaj lub trzej, zgromadzeni w imię Chrystusa, pomiędzy którymi jest Pan? Czyż nie są to mężczyzna i kobieta zjednoczeni przez Boga? św. Klemens Aleksandryjski
- Bóg stworzył Adama i Ewę do największej ich wzajemnej miłości odzwierciedlającej tajemnicę jedności Bożej. Teofil z Antiochii

Na określenie doktryny katolickiej wobec małżeństwa w okresie ojców Kościoła największy wpływ wywarła nauka Augustyna.

### Średniowiecze
Do końca XII w. wypracowano doktrynę o siedmiu sakramentach, w jej liczbie znalazło się także małżeństwo. Rozróżnienie na sakramenty i sakramentalia było wynikiem potrzeby duszpasterskiej wspartej zgodną opinią teologów. Pierwszy zapis znajduje się w podstawowym uniwersyteckim podręczniku teologii autorstwa Piotra Lombarda (1100-1164), zwanym Sentencjami. Następnie pisał o nich Tomasz z Akwinu w Komentarzu do Sentencji Piotra Lombarda oraz w Sumie teologii. W 1274 r. siedem sakramentów weszło, jako wiara Kościoła łacińskiego, do wyznania cesarza Michała Paleologa ułożonego na Soborze lyońskim. Obok Tomasza z Akwinu teologię sakramentu małżeństwa rozwijał Hugon ze św. Wiktora, który wiele zaczerpnął z dzieł św. Augustyna.
Przez pierwsze tysiąclecie, tak jak to jest i dziś, Kościół zachodni uznawał, że oprócz wymiaru kościelnego, małżeństwo jest instytucją społeczną i szanował kompetencje władzy świeckiej nad małżeństwem, która uznawała chrześcijańską doktrynę o nierozerwalności małżeństwa. Wyłom w tym zrobił dopiero w XVI w. król Anglii Henryk VIII.
W okresie X-XII w. kościelne prawo małżeńskie egzekwowało wyłączną kościelną jurysdykcję nad małżeństwem. W Kościele wschodnim w 893 r. wprowadzono obowiązek obecności kapłana przy ślubie, w przeciwnym razie małżeństwo było nieważne. Kościół zachodni również intensywnie zabiegał o eliminację tzw. małżeństw tajnych, np. w uchwałach Soboru Laterańskiego IV (1215 r.) czy licznych synodów.

## Sakrament w kościele katolickim a kościele prawosławnym
Katechizm Kościoła Katolickiego definiuje małżeństwo jako przymierze mężczyzny i kobiety tworzące wspólnotę całego życia, podejmowaną dla ich własnego dobra i dla zrodzenia i wychowania potomstwa. Małżeństwo w rozumieniu katolickim jest zatem zjednoczeniem dwojga osób, tworzących związek nierozerwalny do śmierci jednego z małżonków. W prawosławiu, które odwołuje się do nauczania wspólnot apostolskich pierwszych wieków, związek małżeński przypieczętowany Eucharystią zawierany jest na wieczność i trwa po śmierci. Ta różnica wynika z odmiennej perspektywy na sakrament małżeństwa. Tradycja prawosławna dopatruje się w duchowej stronie małżeństwa antycypacji życia „aniołów Bożych w niebie”. Z drugiej strony Kościół katolicki, choć postrzega małżeństwo jako rzeczywistość doczesną, widzi również wieczny charakter duchowej wspólnoty i miłości między małżonkami, która w przyszłym wieku ma osiągnąć swoją pełnię.

## Kościół katolicki

### Istotne elementy małżeństwa
Małżeństwo jako sakrament jest wspólnotą naturalną mężczyzny i kobiety, podniesioną do poziomu nadprzyrodzonego, poziomu łaski – tzn. urzeczywistniającego miłość, która łączy Chrystusa z Kościołem.
Małżeństwo jest określone jako wspólnota naturalna, dlatego że tworzący je mężczyzna i kobieta w swej płci oraz w swych duszach mają wpisaną naturalną zdolność do tworzenia jedności:
- w pełni ludzkiej, a więc zarazem zmysłowej i duchowej.
- pełnej, to znaczy przeżywanej w szczególnej formie przyjaźni, poprzez którą mężczyzna i kobieta wielkodusznie dzielą między sobą wszystko, bez zachowywania przez jednego z małżonków czegoś wyłącznie dla siebie.
- wiernej i wyłącznej – relacja mężczyzna-kobieta, jaką tworzą przez zawarcie ślubu, w sferze wewnętrznej, intymnej i zewnętrznej, jest sprawą tylko ich dwojga – na dobre i na złe, aż do końca życia.
- płodnej – owocującej w potomstwie naturalnym, które rodzą też duchowo do życia wiary, życia wiecznego. A gdy płodność fizyczna jest niemożliwa, małżonkowie realizują płodność duchową – rodząc innych do życia wiecznego[16].

W pojęciu Magisterium Kościoła przymioty te opisują każde ludzkie małżeństwo i w tym sensie katolicy nie różnią się od innych. Już autor Listu do Diogneta z II w. pisał, że chrześcijanie żenią się jak wszyscy, ale nie dzielą łoża małżeńskiego z nikim:

5. (...) Mieszkają każdy we własnej ojczyźnie, lecz niby obcy przybysze. Podejmują wszystkie obowiązki jak obywatele i znoszą wszystkie ciężary jak cudzoziemcy. Każda ziemia obca jest im ojczyzną i każda ojczyzna ziemią obcą.

6. Żenią się jak wszyscy i mają dzieci, lecz nie porzucają nowo narodzonych.

7. Wszyscy dzielą jeden stół, lecz nie jedno łoże.

8. Są w ciele, lecz żyją nie według ciała. (Rozdz. V)

Jednak, dzięki refleksji nad Objawieniem, chrześcijanie uznają, że dla osób ochrzczonych małżeństwo jest jednocześnie wspólnotą duchową. Wspólnotę tę zawiera się przez ślub, który jest świętym i nierozerwalnym przymierzem. By ukazać naturę małżeństwa jako sakramentu Kościoła oraz by uniknąć nadużyć (np. podwójnego zawarcia małżeństwa) jest ustalona forma liturgiczna tego ślubowania.
Znaczenie katolickiej wspólnoty małżeńskiej wypełnia się przede wszystkim poprzez stworzenie warunków dla wzrastania autentycznego dobra obojga małżonków oraz przez zrodzenie i wychowywanie dzieci. Małżonkowie urzeczywistniają tę jedność duchową nie tylko przez życie rodzinne, podobne do małżeństw nie-chrześcijan, ale też:

...przez przyjmowanie sakramentów, modlitwę i dziękczynienie, świadectwo życia świątobliwego, zaparcie się siebie i czynną miłość.

Według Kościoła tak rozumiane małżeństwo leży u podstaw rodziny. Katolicy wierzą, iż przysięgę małżeńską wypowiadają wobec Boga i wobec Kościoła:

tak zawierany związek Chrystus czyni sakramentem, czyli tajemnicą uświęcenia małżonków, znakiem swojej obecności we wszystkich ich sprawach, a jednocześnie źródłem specjalnej łaski dla nich.

Sakrament małżeństwa, a  sakrament Eucharystii
Wszystkie sakramenty są darami Boga dla człowieka. Umacniają go na drodze wiary i pomagają żyć w codzienności tak, aby każdy dzień stawał się budowaniem żywej relacji z Jezusem Chrystusem. 
Istnieje głębokie powiązanie sakramentu: małżeństwa i eucharystii. Tej prawdy szczególnie mocno mogą doświadczyć katoliccy małżonkowie podczas rozważań i konkretnych rozmyślań w omawianym zakresie. Taka formacja może być nie tylko drogą do rozwoju życia duchowego, ale również może stać się szansą na umocnienie więzi, wyjście z ewentualnego kryzysu w relacji i poznanie głębszego sensu jedności małżeńskiej. W Eucharystii małżonkowie otrzymują konkretne wskazówki, które pomagają w budowaniu szczęśliwej rodziny i szczerej relacji. Zgodnie z materiałami opracowanymi przez Centralna Diakonię Domowego Kościoła możemy wyodrębnić kilka szczególnie wiążących te dwa sakramenty aspektów:
- Miłość, która jest darem z siebie
- Miłość, która przebacza
- Miłość, która mówi
- Miłość, która przemienia
- Miłość, która jednoczy
- Miłość, która promieniuje
- Miłość, która idzie z nami

### XVI w.: Sobór Trydencki
Sobór trydencki obradujący w latach 1545-1563, uporządkował kościelne prawo małżeńskie. Przeciwstawiając się poglądom protestanckim, uznającym naturalny, niesakramentalny charakter małżeństwa, określił, że jest dogmatem wiary katolickiej, iż małżeństwo jest sakramentem i że zostało ustanowione przez Chrystusa, a nie później przez Kościół. Kanon 1 o sakramencie małżeństwa, ogłoszony w czasie 24 sesji soborowej brzmiał:

Gdyby ktoś mówił, że małżeństwo nie jest prawdziwie i odrębnie jednym z siedmiu sakramentów ewangelicznego Prawa, ustanowionym przez Chrystusa Pana, ale jest wymyślone w Kościele przez ludzi i nie udziela łaski – niech będzie wyklęty.

Dekrety Soboru trydenckiego zostały włączone do Kodeksu Prawa Kanonicznego z 1917 r. Nowa wersja, w duchu Soboru watykańskiego II, została opracowana na polecenie Jana Pawła II w 1983 r. W wielu krajach, w wyniku rozkładu obyczajów i życia chrześcijańskiego, popularne były tzw. „małżeństwa z przyzwyczajenia”. Kościół katolicki, dążąc do odnowy życia chrześcijańskiego i przeciwstawiając się temu, co uznano za błąd w reformie protestanckiej, podczas Soboru trydenckiego wydał kanony precyzujące katolicką dyscyplinę sakramentu małżeństwa. Zgodnie z nimi, aby małżeństwo katolików było ważne musiało być zawarte podczas ceremonii kościelnej przed księdzem i dwoma świadkami. W ten sposób praktycznie wyeliminowano wśród katolików, niezgodne z odwieczną wiarą i praktyką Kościoła, małżeństwa zawierane w sekrecie jak i szerzący się zwyczaj małżeństw nieformalnych – podobnie do rzymskich małżeństw z przyzwyczajenia (per usus), opartych wyłącznie na wzajemnej zgodzie bez formalnej ceremonii zaślubin. Sakrament najpierw celebrowano wewnątrz kościoła przy drzwiach, a od XVII wieku u samych stóp ołtarza. W ten sposób małżeństwo staje się wspólnotą Kościoła, gdzie mąż reprezentuje Chrystusa-głowę, a żona jest obrazem Jego oblubienicy, wspólnoty Kościoła (por. Ef 5,32).
Prawo kanoniczne z czasów soboru trydenckiego określiło więc warunki powstania ważnego małżeństwa, przeszkody w jego zawarciu, wprowadziło obowiązek ceremonii ślubnej w Kościele. Dokonano w nim rozróżnienia między pierwszorzędnymi celami małżeństwa (prokreacja i wychowanie dzieci) i celami drugorzędnymi takimi jak wzajemna pomoc małżonków.

### XX wiek – przed Soborem watykańskim II
Jeszcze pod koniec XIX w. Leon XIII wydał encyklikę o małżeństwie Arcanum divinae sapientiae (łac. Tajemnica Bożej mądrości) (1880 r.), w której potwierdził biblijną zasadę, że mąż jest głową rodziny, żona zaś została określona jako „serce”. Nauczanie kolejnych papieży, szczególnie Piusa XI w encyklice Casti connubii (1930 r.), broniło świętości małżeństwa przeciw szerzącym się zwyczajom tzw. wolnej miłości. Pius XII w licznych przemówieniach do młodych małżonków, wyjaśniał podstawowe prawdy o sakramencie małżeństwa i jego celach, których nauczał jeszcze Augustyn z Hippony. Głoszono ideę prawa rodziny w państwie: prawa do zawarcia małżeństwa, założenia rodziny, oczekiwania od państwa stworzenia warunków prawnych i ekonomicznych, umożliwiających rodzinie pełnienie jej funkcji. Rodzina została określona jako autonomiczna wobec państwa. Głoszona była zasada równości małżonków przy istniejącym zróżnicowaniu ról i obowiązków; podstawowa rola kobiety to macierzyństwo, prowadzenie domu, a jej rola zawodowa winna być tak kształtowana, aby nie utrudniała jej podstawowych zadań jako kobiety.

### XX wiek – po Soborze watykańskim II
Dalszy rozwój doktryny katolickiej przypada na czasy po Soborze Watykańskim II. Choć w nowych dokumentach nie wspomina się o rozdzieleniu pierwszo- i drugorzędnych celów małżeństwa, a podkreśla się współistnienie prokreacji i miłości, nie ma też nigdzie wzmianki, że takiego podziału nie ma. Encyklika Pawła VI Humanae vitae pogłębiła katolicką doktrynę i podkreśliła obowiązek korzystania przez małżonków jedynie z biologicznych metod regulacji urodzeń. Sprowokowało to liczne kontrowersje, bowiem wielu katolików uznawało prawo do swobodnego decydowania o wyborze metod sterowania płodnością.
Kościół katolicki w tym okresie podjął refleksję nad znaczeniem pożycia seksualnego w małżeństwie, czego przykładem jest rozwijająca się tzw. teologia ciała, uprawiana przez Karola Wojtyłę najpierw w Krakowie a potem, po wyborze na papieża, w Rzymie. Zaczęto tworzyć ośrodki naukowe w uczelniach katolickich, specjalne instytucje w Kurii Rzymskiej. Rozwijano duszpasterstwo rodzin, objęto narzeczonych programami przygotowania do sakramentu małżeństwa w formie nauk przedślubnych. Dotychczasowa forma przekazu etyki seksualnej, skupionej na promowaniu czystości przez zwalczanie postaw prowadzących do nierządu i rozwiązłości, nie była w stanie stawić czoła nowym sytuacjom oraz rozwojowi wiedzy o człowieku. Pod wpływem Soboru Watykańskiego II, określanego jako nowa wiosna Kościoła i powrót do źródeł, teologia życia małżeńskiego znalazła nowy język i nowe podejście, polegające na postrzeganiu miłości małżeńskiej w kontekście powołania chrześcijanina do świętości poprzez relację z Chrystusem w Kościele. Nastąpił powrót do nauczania Ojców Kościoła, wiązano tematykę małżeńską z innymi działami teologii, jak dogmatyka, również zaczęto bardziej korzystać z nauk szczegółowych, by nowo ukazać powiązanie chrześcijan i ich seksualności z Osobą Chrystusa, Duchem Świętym, sakramentami i prawem ewangelicznym. Seksualność ludzką, zaczęto na nowo przedstawiać, w kontekście drogi chrześcijanina do świętości realizowanej poprzez pełny rozwój cnót.
Pontyfikat Jana Pawła II i jego liczne nauki, encykliki, książki zaznaczyły się potwierdzeniem tradycyjnej nauki co do niemoralności współżycia przedmałżeńskiego, masturbacji, aktywnego homoseksualizmu, stosowania sztucznych metod zapobiegania ciąży, przerywania ciąży. Nauczanie papieskie potwierdziło też prawdziwość zasady nierozerwalności małżeństwa oraz podtrzymało celibat duchownych w Kościele łacińskim (nakaz celibatu nie obejmuje większości duchownych greckokatolickich i innych Kościołów katolickich tradycji wschodniej). Jan Paweł II przywrócił więc tradycyjną naukę Kościoła, ale zarazem wzbogacił teologię o nowe akcenty.
Tym niemniej po Soborze Kościół katolicki znalazł się w dużym kryzysie pod wpływem środowisk liberalnych, które nie przyjęły oficjalnej katolickiej etyki seksualnej, wyrażonej w encyklice Pawła VI Humanae vitae. Dokument papieski został odrzucony przez wielu wiernych, tak duszpasterzy, jak same małżeństwa – opór dotyczył szczególnie moralnej oceny antykoncepcji, będącej praktycznie wynalazkiem XX wieku, a także aborcji. Potwierdzają to wyniki badań socjologicznych pokazujące, że katolicy akceptują dość powszechnie współżycie przedmałżeńskie, rozwody, sztuczne zapobieganie ciąży, masturbację, a religijna wizja małżeństwa ma mniejszą siłę oddziaływania niż kiedyś.

### Rozumienie małżeństwa katolickiego w Polsce
Zrozumienie istotnych elementów katolickiego małżeństwa wydaje się nie mieć odzwierciedlenia w przekonaniach. Tomasz Szlendak i Paweł Załęcki z Zakładu Badań Kultury Instytutu Socjologii Uniwersytetu Mikołaja Kopernika przeprowadzili w 2001 i 2002 roku sondażowe badania nt. rozwodów oraz konkubinatów, na reprezentatywnej grupie 793 osób w wieku od 19-30 lat, mieszkających w Polsce w małych i dużych miastach, z których większość określała się jako katolików należących do klasy średniej. Wyniki prezentowały się następująco:
1. Odnośnie rozwodu:
  - zalegalizować rozwód – 648 osób – 81,7%
    - rozwody są czymś normalnym i powinno się ich udzielać w kościele – 148 osób – 18,6%
    - rozwody są smutną koniecznością i Kościół katolicki powinien je zaakceptować – 500 osób – 63,1%

  - rozwód jest niedopuszczalny – 145 osób – 18,3%
    - rozwody są niedopuszczalne ze względu na dobro członków rodziny – 102 osoby – 12,7%
    - rozwody są niedopuszczalne ze względu na normy religijne – 43 osoby – 5,4%
2. Odnośnie konkubinatu:
  - akceptacja – 670 osób – 84,5%
    - bezwarunkowe przyzwolenie – 282 osób – 35,6%
    - akceptacja pod warunkiem, że parę łączy miłość – 320 osób – 40,3%
    - akceptacja pod warunkiem, że pary nie stać na ślub – 68 osób – 8,6%

  - bezwarunkowy brak przyzwolenia – 52 osób – 6,5%
  - brak zdania – 71 osób – 9%

### Katolicka etyka małżeńska
Antykoncepcja i rozwód są uważane za dwie współczesne choroby małżeństwa. W trudniejszych sytuacjach rozwiązaniem dopuszczalnym, a nawet koniecznym, może się okazać separacja. Naturalne planowanie rodziny jest postawą możliwą dzięki cnocie powściągliwości. Ta zaś jest możliwa kiedy małżonkowie żyją zgodnie z etyką katolicką i odczuwają, że są prowadzeni przez Ducha Świętego, także w sferze seksualnej (por. Rz 8,11-14).
Akt małżeński w rozumieniu katolickiego nauczania to płciowe zjednoczenie małżonków, którzy w duchu wzajemnej miłości nawzajem się sobie oddają i siebie przyjmują.
Według katolickiej etyki seksualnej, aby akt małżeński był godziwy, musi zachowywać podwójną celowość:
1. zjednoczenie małżonków i pogłębienie więzi małżeńskiej
2. otwarcie się na poczęcie i przyjęcie nowego życia.

### Aspekty prawno-kanoniczne

#### Forma sakramentu
Szafarzami są sami małżonkowie. Kapłan (lub diakon) jest tylko świadkiem urzędowym zawarcia sakramentu. Zawarcie małżeństwa polega na tym, że mężczyzna i kobieta składają sobie przysięgę wzajemnej, wiernej i dozgonnej miłości. Nowożeńcy wypowiadają następujące słowa:

Ja, N., biorę ciebie. N., za żonę (męża) i ślubuję ci miłość, wierność i uczciwość małżeńską oraz że cię nie opuszczę aż do śmierci. Tak mi dopomóż, Panie Boże Wszechmogący, w Trójcy Jedyny i Wszyscy Święci.

Po złożeniu sobie przysięgi miłości przez nowożeńców, kapłan oświadcza:

«Co Bóg złączył, człowiek niech nie rozdziela». Małżeństwo przez was zawarte, ja powagą Kościoła potwierdzam i błogosławię w imię Ojca i Syna, i Ducha Świętego. Amen.

Ślub, wiążąc młodą parę węzłem małżeńskim ma konsekwencje zarazem sakramentalne i prawno-kanoniczne. Z obydwu racji jest on nierozerwalny. Czasem dochodzi jednak do nieważnego zawarcia małżeństwa – gdy narzeczeni nie są zdolni do jego zawarcia lub gdy próbują zawrzeć małżeństwo z naruszeniem odpowiednich kanonów.
Małżeństwo jest jedynym sakramentem w Kościele katolickim, którzy można przyjąć przez pośrednika. Reguluje to kanon 1104 § 1:

Kan. 1104 - § 1. Do ważnego zawarcia małżeństwa konieczne jest, by nupturienci byli równocześnie obecni, bądź osobiście, bądź też przez pełnomocnika..

#### Nieważność małżeństwa
Sakrament małżeństwa jest określoną rzeczywistością, na którą składa się szereg istotnych elementów. Jeśli któregoś z tych elementów brakuje przy zawieraniu małżeństwa, jest ono zawarte nieważnie. Brak ten może się objawić jakiś czas po uroczystości ślubnej, jednak w niektórych przypadkach można go naprawić. Zwracał na to uwagę Jan Paweł II w przemówieniach do Roty Rzymskiej:

Kościół jest przychylny uważnieniu, jeśli to możliwe, małżeństw nieważnych.(...) Sami małżonkowie pierwsi muszą zrozumieć, że tylko lojalne poszukiwanie prawdy prowadzi do ich rzeczywistego dobra, bez wykluczania a priori możliwości uważnienia związku, który choć nie jest jeszcze małżeński, zawiera dla nich samych i dla ich potomstwa elementy dobra, które należy uważnie ocenić w sumieniu, zanim podejmie się decyzję zmierzającą w innym kierunku.

Według Jana Pawła II nierozerwalność małżeństwa niesie w sobie piękno i dobro, i nie należy rozumieć jej jako jakiegoś ograniczenia wolności małżonków w ich dążeniu do «samorealizowania się».
W przypadku, kiedy nie jest możliwe tzw. uzdrowienie w zalążku /(łac.) sanatio in radice/, poprzez uzupełnienie brakującego elementu, należy zwrócić się do sądu biskupiego, aby rozpatrzył ważność-nieważność zawartego związku. Do czasu orzeczenia, zgodnie z prawem kanonicznym, domniemywa się, że związek był zawarty ważnie, czyli mężczyzna i kobieta są mężem i żoną.
Przyczyny zaistnienia nieważności ślubu można podzielić na 3 grupy:
- przeszkody – pewne okoliczności (mające charakter obiektywny), które wykluczają ważność
- wady zgody małżeńskiej – sytuacje, gdy wola na zawarcie związku jest ograniczona
- braki w formie zawierania związku

##### Przeszkody małżeńskie
Są to przeszkody tzw. zrywające, gdyż ich stwierdzenie skutkuje albo niemożnością zawarcia związku (z wyjątkiem możliwych dyspens), albo nieważnym zawarciem ślubu.

##### Wady zgody na ślub
Wadliwe oświadczenie zgody na ślub może mieć miejsce, gdy:
- przyczyny natury psychicznej uniemożliwiają podjęcie obowiązków małżeńskich (np. choroba psychiczna, uzależnienie, inne okoliczności determinujące psychikę). Papież Benedykt XVI wyjaśnił rozumienie psychicznej niezdolności, stwierdzając, że nie chodzi jedynie o trudność psychiczną, lecz o całkowitą niezdolność:

Prawdziwa niezdolność psychiczna wymaga, aby w chwili zawierania małżeństwa istniała szczególna anomalia psychiczna, poważnie zaburzająca używanie rozumu bądź zdolność poznania teoretycznego i oceniającego w odniesieniu do poważnych decyzji,(...) [np. co do] wolnego wyboru stanu życia czy też powodująca u jednej ze stron nie tylko poważną trudność, lecz wręcz niezdolność stawienia czoła zadaniom należącym do istotnych obowiązków małżeńskich. (Przemówienie do pracowników Trybunału Roty Rzymskiej, 30.01.2009 r.).

- występuje niewiedza o tym, że w małżeństwie ma miejsce współżycie;
- istnieje pomyłka co do tożsamości osoby lub jej istotnego przymiotu;
- brakuje świadomości cech związku, jakimi są: jedność, wierność, nierozerwalność (sakramentalność). Według kan. 1099 tylko wtedy jest to przeszkodą, gdy wpływa to na wolę kogoś, kto jest przeciwko tym cechom, tzn. gdyby ktoś zdecydował się zawrzeć małżeństwo katolickie jedynie pod wpływem tego błędu, a swoją zgodę małżeńską uzależnił od rozerwalności lub niesakramentalności małżeństwa[35].
- symuluje się przysięgę (w ogóle wyklucza się małżeństwo lub jakąś jego istotną cechę);
- stawiany jest niegodziwy, sprzeczny z prawem warunek zawarcia (np. rozwód);
- ślub jest zawierany pod przymusem lub z powodu ciężkiej bojaźni;
- ślub jest zawierany podstępem (podanie nieprawdy o jakimś przymiocie – zarówno kłamstwo co do istnienia przymiotu, jak i jego braku) – obecna lista takich przymiotów powszechnie stosowana przy stwierdzaniu nieważności małżeństwa (poniższe przymioty są rozpatrywane w kontekście konkretnego małżeństwa, ponieważ dany przymiot może mieć tutaj większe lub mniejsze znaczenie), to:
  - niemożność zrealizowania dobra małżeńskiego (bonum coniugum);
  - niezdolność do nawiązania relacji międzyosobowych;
  - określone przekonania religijne mogące poróżnić małżonków;
  - poważne obciążenia natury moralnej – np. uprawianie prostytucji, kłamstwo co do dziewictwa;
  - określone przekonania habitualne – dotyczące stylu życia – mogące poróżnić małżonków;
  - popełnienie poważnego (zarówno w sensie prawnym, jak i negatywnie odbieranego społecznie) przestępstwa lub stała/długotrwała działalność przestępcza;
  - zaciągnięty dług lub inne poważne problemy majątkowe;
  - choroba fizyczna;
  - choroba psychiczna;
  - uzależnienia – narkomania, alkoholizm etc.;
  - ciąża z innym mężczyzną i jej zatajenie lub nieprawdziwe przypisanie jej przyszłemu małżonkowi;
  - posiadanie potomstwa;
  - pozycja zawodowa/społeczna;
  - niemożność dopełnienia małżeństwa lub zrodzenia i wychowania potomstwa.

##### Braki w formie zawierania związku
Braki formy dotyczą niedotrzymania określonej procedury, np. ksiądz lub diakon nie jest upoważniony do asystowania przy danym ślubie.

#### Wymiary małżeństwa
Pomimo że wedle nauki katolickiej małżeństwo zostało ustanowione przez Boga w celu „mnożenia się i czynienia sobie ziemi poddaną” [Rdz 1, 28], jego sens nie kończy się na życiu płciowym, gdyż „małżeństwa nigdy nie żyją tylko w ciele”. Tradycyjna literatura katolicka wyróżnia kilka aspektów życia małżeńskiego popartych treścią Ewangelii:
1. Płodność − wymiar wpisany w porządek natury, w teologii chrześcijańskiej podnoszący jednak małżonków również do obrazu Boga Stwórcy, gdyż pozostaje aspektem stwórczym, wydającym potomstwo na obraz i podobieństwo rodziców[36].
2. Decyzyjność − wymiar zapewniający trwałość miłości, jednocześnie wskazujący na chrześcijańskie pojmowanie tego terminu, a więc na rozróżnienie między uczuciem a miłością dojrzałą, duchową, stałą i otwartą[37]; na wymiar ten jasno wskazuje przysięga małżeńska.
3. Trwałość i wierność − wymiar szczególnie podkreślany w treści przysięgi małżeńskiej; stanowi o nierozerwalności węzła małżeńskiego, nawet w chwilach szczególnie trudnych, prowadzi do coraz pełniejszego partnerstwa obu stron na drodze wzajemnego uświęcania się[38]; określa monogamiczny charakter chrześcijańskiego małżeństwa, nawołuje do pełni wzajemnego oddania się małżonków, tak jak i oddania się ich obojga celom religijnym[39].
4. Ofiarność − wymiar ściśle duchowy, którego podstawą jest analogia św. Pawła porównująca małżeństwo do przymierza Chrystusa z Kościołem; zakłada trud i cierpienie związane z uświęcaniem współmałżonka, wskazuje na zbawczy sens cierpienia w doświadczeniu miłości[36].

#### Rozwiązanie małżeństwa
Może zaistnieć też sytuacja, iż małżeństwo zawarte ważnie nie zostało dopełnione (matrimonium ratum, sed non consummatum) przez akt seksualny. Małżeństwo niedopełnione może być ze słusznej przyczyny rozwiązane (dissolutio vinculi) przez Biskupa Rzymskiego (papieża), na prośbę obydwu stron lub tylko jednej, choćby druga się nie zgadzała, o czym stanowi kanon 1142 kodeksu prawa kanonicznego.

#### Honorowanie małżeństwa kościelnego przez prawo świeckie
W Polsce małżeństwo sakramentalne nie jest honorowane przez państwo. Obecnie nie istnieje już przymus zawarcia kontraktu cywilnego w związku z zawieraniem małżeństwa sakramentalnego, narzucony jeszcze za czasów PRL. Osoby zawierające związek małżeński mogą przyjąć sakrament małżeństwa ze skutkami cywilnymi (tzw. „małżeństwo konkordatowe”). „Małżeństwo konkordatowe” nie skutkuje jednak respektowaniem przez państwo nierozerwalności zawartego związku.
W niektórych innych krajach, np. we Włoszech czy w USA małżeństwo sakramentalne jest samo w sobie ważnym małżeństwem w sensie prawa państwowego. Krajem z państwowymi ślubami bez rozwodów są Filipiny.

## Starokatolicyzm
Kościoły starokatolickie, podobnie jak Kościół rzymskokatolicki uznaje małżeństwo za jeden z siedmiu sakramentów jednocześnie uważając, że szafarzem sakramentu jest kapłan. Podstawowym celem sakramentu małżeństwa jest wzajemne uświęcenie małżonków. Większość Kościołów starokatolickich uznaje obecnie małżeństwa osób tej samej płci jak również ponowne małżeństwa osób po rozwodzie.

## Kościół prawosławny
W Kościele prawosławnym w odróżnieniu od Kościoła katolickiego szafarzem małżeństwa jest kapłan, a małżeństwo zatwierdza się symbolicznym ceremoniałem (nałożenie koron, wspólne wypicie wina, trzykrotne obejście anałojczyka, na którym leży ikona) oraz świętymi modlitwami, a nie tzw. przysięgą małżeńską (a więc formułą jurydyczną). Jedna z modlitw brzmi: „Daj im doskonałe zjednoczenie dusz i ciał, daj im łoże nieskalane”. Świadczy ona m.in. o tym, iż w prawosławiu nadrzędnym celem małżeństwa jest miłość i duchowa wspólnota obojga małżonków, prokreacja i życie płciowe są celami drugorzędnymi. Z tego też względu prawosławna ortodoksja podkreśla wieczny charakter związku małżeńskiego, gdyż „miłość nigdy nie ustaje” [1 Kor 13, 8] i trwa w królestwie niebieskim. Wieczny charakter związku małżeńskiego podparty jest również teologią związku Chrystusa z Kościołem, ceremonią nałożenia koron, modlitwą o „nierozerwalną pieczęć miłości”, symbolikę obrączek (koło oznacza nieskończoność) oraz wspólnym wypiciem wina (symbol przyszłego wspólnego stołu).
Kościół prawosławny dopuszcza rozwód m.in. w przypadku stosunków pozamałżeńskich jednego z małżonków. Nie jest to jednak rozwód w sensie ścisłym, a jedynie zdjęcie błogosławieństwa z danego związku. Kościół prawosławny może udzielić specjalnego błogosławieństwa ponownemu związkowi – nie będzie on jednak traktowany jako małżeństwo, gdyż sakrament ten zawrzeć można w Kościele prawosławnym tylko raz..

## Protestantyzm
W Kościołach protestanckich małżeństwo zgodnie jest nieuznawane za sakrament ze względu na definiowanie sakramentu jako czynności ustanowionej przez Jezusa Chrystusa.
Podkreśla się natomiast, że małżeństwo jest dziełem Bożym, ustanowionym już w Ogrodzie Eden dla pierwszych ludzi i ich potomstwa.

## Małżeństwo a życie pozagrobowe
Jezus w rozmowie z saduceuszami wypowiedział się na temat kwestii małżeństwa w życiu przyszłym:

Jezus im odpowiedział: „Dzieci tego świata żenią się i za mąż wychodzą. Lecz ci, którzy uznani zostaną za godnych udziału w świecie przyszłym i w powstaniu z martwych, ani się żenić nie będą, ani za mąż wychodzić. Już bowiem umrzeć nie mogą, gdyż są równi aniołom i są dziećmi Bożymi, będąc uczestnikami zmartwychwstania. [Łk 20, 34-36]

Większość katolickich i prawosławnych komentarzy biblistycznych wyjaśnia, że w zacytowanej perykopie mowa jest o dziewiczej, przebóstwionej naturze kobiet i mężczyzn w przyszłym świecie, nie można jednak na tej podstawie wnioskować o tym, że miłość oraz komunia małżeńska przestanie istnieć. W świetle posoborowej teologii katolickiej, związanej z nurtem personalizmu chrześcijańskiego, sakrament małżeństwa ma postać doczesnego świata, który przemija, ale posiada zarazem aspekt eschatologiczny, którym jest wzajemna miłość i jedność życia. Miłość małżeńska dąży do wieczności, dlatego w swojej istocie pomaga dojrzewać do dziewiczej miłości w Królestwie Bożym, o której nauczanie papieskie mówi, że stanowi spełnienie i udoskonalenie każdej ludzkiej relacji. Najczęściej przywoływanymi tekstami Nowego Testamentu są w tym wypadku Ef 5, 21-32 oraz 1 Kor 13, 8. Współczesna teologia mówi bowiem, że skoro w sakramencie małżeństwa realizuje się miłość Chrystusa do Kościoła, to miłość ta jest ze swej natury ukierunkowana na wieczność.